# 군자동 (시흥시)
군자동(君子洞)은 대한민국 경기도 시흥시의 행정동이다.

## 개요
군자동은 개발제한구역이 전체 면적의 90% 가까이를 차지하고, 동주민센터가 있는 시가지(市街地)는 동의 남쪽에 위치해 안산시 단원구 신길동에 인접해 있다.
- 조선시대 : 안산군 대월면 거모포동·석곡동, 마유면 구정리·산북리
- 1914년 4월 1일 : 시흥군 군자면 거모리, 군자리
- 1989년 1월 1일 : 시흥시 거모동, 군자동 (행정동명: 거모동)
- 1994년 7월 1일 : 시흥시 거모동, 군자동 (행정동명: 군자동)
- 2014년 3월 1일 : 월곶동이 분동

## 교육
- 도일초등학교
- 군자초등학교
- 군자중학교
- 군자디지털과학고등학교

## 문화
- 청주 한씨 문익공파 묘역
- 김준용 묘 및 신도비
- 박동랑 묘 및 신도비
- 영응대군 묘 및 신도비
- 시흥 군자산성

## 아파트
| 단지명                        | 건설사              | 시행사           | 주소                  | 입주        | 비고 |
| ----------------------------- | ------------------- | ---------------- | --------------------- | ----------- | ---- |
| e편한세상 시흥장현 퍼스트베뉴 | DL건설 이하임건설㈜ | 시흥도시공사     | 장현천로 155 (군자동) | 2024년 7월  |      |
| 장현 금강펜테리움 센트럴파크  | 금강주택㈜          | ㈜하이아트이앤씨 | 장현천로 133 (군자동) | 2021년 2월  |      |
| 장현 동원로얄듀크 메트로포레  | 동원개발            | ㈜동진건설산업   | 장현천로 170 (군자동) | 2021년 12월 |      |